# 李钧 (1970年)
李钧（1970年1月—），男，汉族，黑龙江省勃利县人，中华人民共和国政治人物，中共党员。现任陕西省人民政府副省长、党组成员。